# Osa-M
Osa-M – radziecki system morskich przeciwlotniczych kierowanych pocisków rakietowych, klasy woda-powietrze, krótkiego zasięgu (oznaczenie w kodzie NATO: SA-N-4 Gecko).

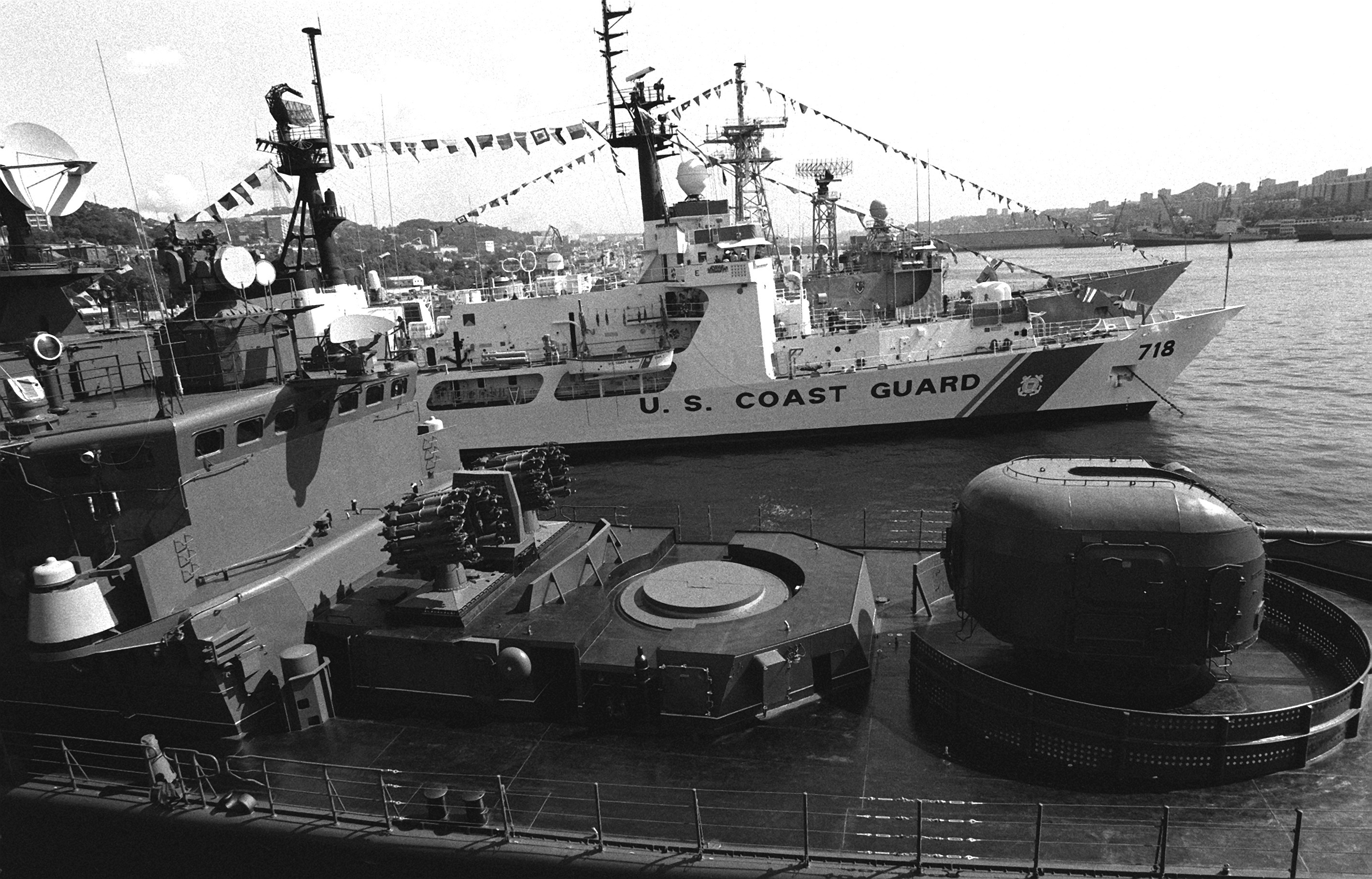
W centrum widoczna okrągła pokrywa zamkniętej wyrzutni Osa-M na fregacie „Orioł” (typu 11351 Krivak III)

## Historia
Prace nad przeciwlotniczym kompleksem rakietowym bliskiego zasięgu rozpoczęto w ZSRR w 1960 r., jednocześnie na potrzeby wojsk lądowych (pod nazwą Osa) i marynarki (Osa-M). Oba systemy miały mieć zunifikowane rakiety i stacje naprowadzania. System morski miał stanowić uzbrojenie mniejszych okrętów, służące do ich samoobrony oraz uzupełniać uzbrojenie przeciwlotnicze większych okrętów. Opracowanie elementów zestawu zlecono różnym instytucjom, wiodącym konstruktorem był instytut NII-20 (późniejszy NPO Antiej). Podstawowym elementem był jednostopniowy pocisk rakietowy 9M33, naprowadzany komendami radiowymi. Pierwsze próby pocisku rozpoczęto w 1965, lecz rozwój przebiegał z trudnościami, między innymi wynikła potrzeba zwiększenia rozmiarów i masy pocisku w stosunku do założeń. Równolegle z pociskiem opracowano dwuprowadnicową chowaną wyrzutnię ZIF-122 i stację radiolokacyjną śledzenia celów i naprowadzania pocisków.
W 1967 r. rozpoczęto próby morskie systemu na okręcie doświadczalnym OS-24 (dawnym krążowniku „Woroszyłow”). Przebiegały one również z trudnościami i ostatecznie system Osa-M przyjęto na uzbrojenie 4 października 1971 (według części źródeł, w 1972 lub 1973). Pierwsza wersja pocisku 9M33 umożliwiała zwalczanie celów na odległości do 9 km i lecących na wysokości 100–5000 m.

## Rozwój
W toku dalszego rozwoju skupiano się przede wszystkim na obniżeniu minimalnego pułapu atakowanych celów. W 1973 przyjęto na uzbrojenie zmodernizowany system Osa-M2, z pociskami 9M33M o pułapie minimalnym obniżonym do 60 m, a w 1975 system Osa-MA z pociskami 9M33M2 o pułapie minimalnym 25 m i ulepszonych innych parametrach, w tym zasięgu 10 km (pociski te używane były też w lądowym kompleksie Osa-AK). W latach 80. przyjęto na uzbrojenie nowszą wersję systemu Osa-MA2, z pociskami 9M33M3, mogącymi razić cele na wysokości od 5 m (pocisk atakował je z góry). Pod koniec lat 80. wprowadzono ostatnią wersję pocisków, 9M33M5. Starszych wyrzutni z reguły nie modernizowano do odpalania nowszych pocisków, natomiast z nowszych wyrzutni można było odpalać starsze pociski.
System Osa-M stosowany był na wielu typach okrętów radzieckich – łącznie na około 200 okrętach, co stanowiło rekord wśród radzieckich morskich systemów przeciwlotniczych, w tym na 9 zbudowanych poza ZSRR. Nie był używany w Polsce, aczkolwiek planowano jego zastosowanie na korwecie ORP „Kaszub”.
System ten używany był na okrętach projektów:
- Krążowniki projektu 68U
- Korwety projektu 1124 (Grisha)
- Fregaty rakietowe projektu 1135 (Krivak)
- Krążowniki rakietowe projektu 1134B (Kresta II)
- Krążowniki lotnicze projektu 1143 (Kiev)
- Krążowniki rakietowe projektu 1144 (Kirov)
- Krążowniki rakietowe projektu 1164 (Slava)
- Fregaty rakietowe projektu 1159 (Koni)
- Okręty desantowe projektu 1174 (Ivan Rogov)
- Korwety rakietowe projektu 1234 (Nanuchka)
- Korwety rakietowe projektu 1239 (Siwucz)
- Wodoloty rakietowe projektu 1240 (Uragan)
- proj. 1833

## Opis systemu

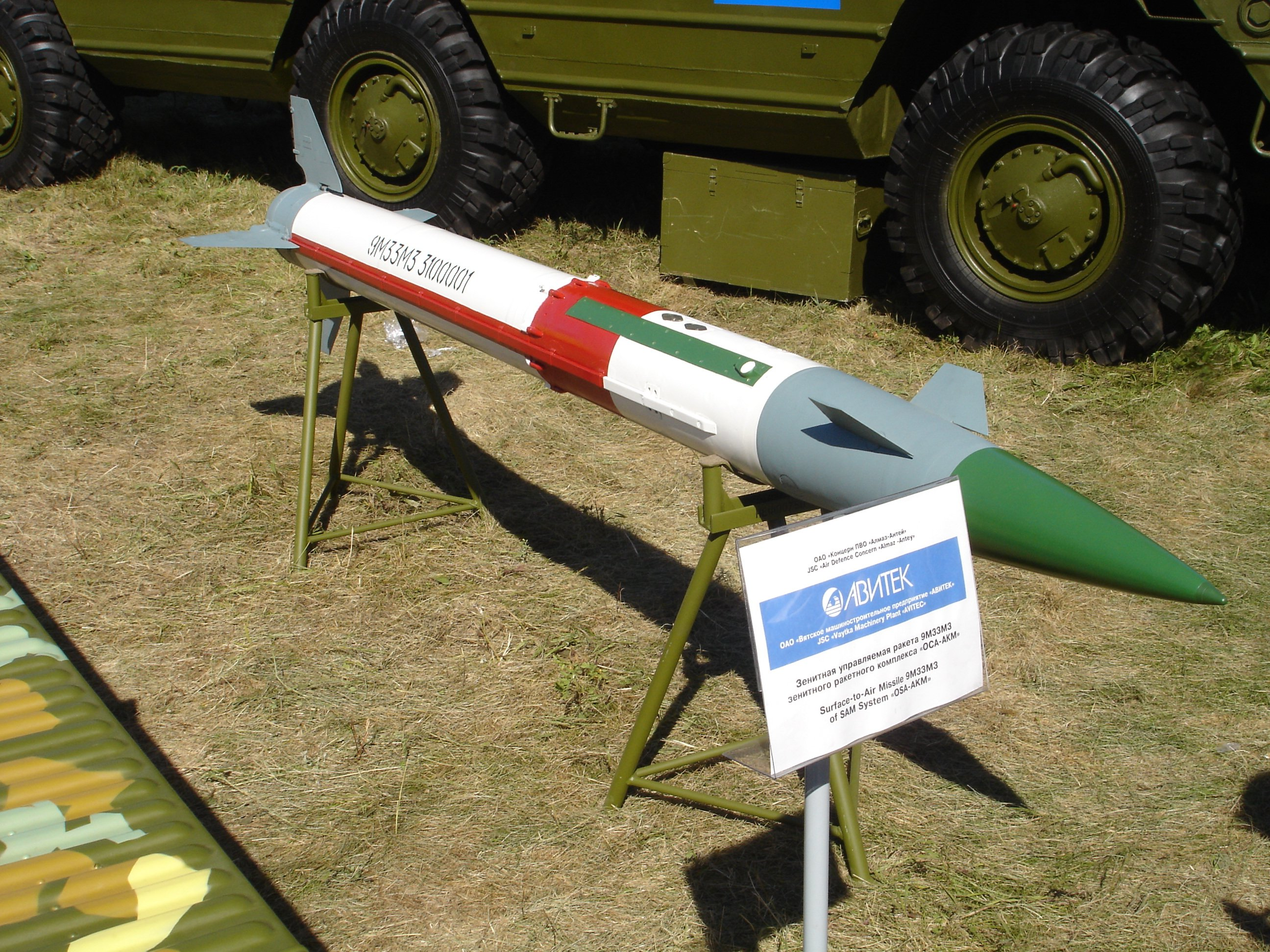
Pocisk 9M33M3 (wersji lądowej systemu)

Pociski rakietowe rodziny 9M33 są jednostopniowe, na paliwo stałe, kierowane komendami radiowymi. Pierwszym pociskiem był 9M33 o zasięgu maksymalnym 9 km i pułapie zwalczanych celów od 100 do 5000 m. Mógł razić cele zbliżające się z prędkością do 420 m/s i manewrujące z przeciążeniem do 5 G.
Drugim typem pocisku był 9M33M, o pułapie minimalnym obniżonym do 60 m. Kolejny pocisk 9M33M2 miał zasięg maksymalny 10 km, pułap 25–5000 m i mógł razić cele zbliżające się z prędkością do 500 m/s i manewrujące z przeciążeniem do 8 G.
Pociski wystrzeliwane są z dwuprowadnicowej wyrzutni ZIF-122, na której pociski podczepione są typowo, pod belkami umieszczonymi po bokach podstawy i ruchomymi w zakresie kąta podniesienia. Nietypową cechą systemu jest to, że wyrzutnia w stanie spoczynku jest schowana pod pokładem, a jej studnia jest przykryta okrągłym rozsuwanym dwuczęściowym włazem. Przed akcją, wyrzutnia jest podnoszona do góry, od razu z pociskami na prowadnicach, skierowanymi podczas podnoszenia głowicami w dół. Pod pokładem znajdują się cztery pionowe bębny z 5 pociskami każdy; w celu przeładowania wyrzutnia musiała być opuszczona i trwa ono 26–35 sekund. Masa wyrzutni i mechanizmów wynosi 6850 kg.
Każda wyrzutnia współpracuje z własną stacją radiolokacyjną i naprowadzania 4R33. Stacja składa się z trzech anten na wspólnej podstawie. Paraboliczna antena okrężnego wykrywania celów miała słabsze parametry, niż w wersji lądowej, lecz wyrzutnia współpracowała z okrętowymi radarami dozoru ogólnego różnych typów, głównie MR-302 Rubka. Płaska antena śledzenia celu była taka, jak w wersji lądowej. Zastosowano tylko jeden komplet anten naprowadzania pocisku, w porównaniu z dwoma w wersji lądowej, zrezygnowano też z optycznego kanału śledzenia celu z kamerą telewizyjną. Zasięg wykrywania celu wynosił ok. 30 km, śledzenia 14–23 km, w zależności od wysokości. System jest jednokanałowy – jednocześnie może być atakowany jeden cel. Łącznie z nowszymi pociskami, modernizacji podlegała też stacja radiolokacyjna i aparatura naprowadzania.